# Zapasy z życiem

Zapasy z życiem (ang. Going to the Mat ) – amerykański film, należący do serii Disney Channel Original Movies.

## Opis fabuły
Jace Newfield ma problem. Oprócz tego, że nie widzi i jest nowym dzieciakiem w szkole, odkrywa, że inni uważają go za snoba. Jace stwierdza, że jeśli chce zostać zaakceptowany musi zacząć uprawiać sport. Postanawia dołączyć do szkolnej drużyny zapasów.